# Eddy Magnusson
Roy Eddy Magnusson, född 17 juli 1947 i Mölndal, är en svensk före detta fotbollsspelare (anfallare).
Magnusson inledde karriären som en lovande och teknisk ytter i Gais, men lyckades inte ta en ordinarie plats i det starka Gaisanfallet och gick 1969 till division II-klubben Skogens IF. Skogen åkte ur division II 1972, och efter att ha blivit klubbens skyttekung i division III 1974 gick Magnusson vidare till IFK Göteborg. Han var med om att spela upp klubben i allsvenskan 1976 och spelade sedan allsvenskt en säsong innan han återvände till Skogen inför säsongen 1978.
Magnusson är far till senare Gais- och IFK-spelaren Dag Magnusson. Civilt arbetade han som elektriker.